# Veslanje na OI 1976.
Veslanje na Olimpijskim igrama u Montrealu 1976. godine uključivalo je natjecanja u ukupno 14 disciplina, od toga 8 u muškoj te po prvi puta na OI i 6 disciplina u ženskoj konkurenciji. Osim novih disciplina za žene još je dodana i disciplina četverca skul za muškarce.

## Osvajači medalja

### Muški
| Disciplina             | Zlato | Srebro | Bronca |
| Samac                  | Finska Pertti Karppinen | Zapadna Njemačka Peter-Michael Kolbe | Istočna Njemačka Joachim Dreifke                                                                                               |
| Dvojac na pariće       | Norveška Frank Hansen Alf Hansen | Velika Britanija Chris Baillieu Michael Hart | Istočna Njemačka Hans Ulrich Schmied Jurgen Bertov                                                                             |
| Dvojac bez kormilara   | Istočna Njemačka Jorg Landvoigt Bernd Landvoigt | SAD Calvin Coffey Michael Staines | Zapadna Njemačka Peter Vanroye Thomas Strauss                                                                                  |
| Dvojac s kormilarom    | Istočna Njemačka Harald Jahrling Friedrich Ulrich Georg Spohr | SSSR Dmitri Bekhterev Yuri Shurkalov Yuri Lorentson                                                                                                 | Čehoslovačka Oldrich Svojanovsky Pavel Svojanovsky Ludvik Vebr                                                                 |
| Četverac skul          | Istočna Njemačka Wolfgang Guldenpfennig Rudiger Reiche Karl Heinz Bussert Michael Wolfgamm                                                                              | SSSR Yevgeny Duleev Yuri Yakimov Aivar Lazdenieks Vitautas Butkus                                                                                   | Čehoslovačka Jaroslav Helebrand Zdenek Pecka Vaclav Vochoska Vladek Lacina                                                     |
| Četverac bez kormilara | Istočna Njemačka Siegfried Brietzke Andreas Decker Stefan Semmler Wolfgang Mager                                                                                        | Norveška Ole Nafstad Arne Bergodd Finn Tveter Rolf Andreassen                                                                                       | SSSR Raul Arnemann Nikolai Kuznetsov Valeri Dolinin Anushavan Gasan-Dzhalalov                                                  |
| Četverac s kormilarom  | SSSR Vladimir Eshinov Nikolai Ivanov Mikhail Kuznetsov Alexandr Klepikov Alexandr Lukianov                                                                              | Istočna Njemačka Andreas Schulz Rudiger Kunze Walter Diessner Ullrich Diessner Johannes Thomas                                                      | Zapadna Njemačka Johann Faerber Ralph Kubail Siegfried Fricke Peter Niehusen Hartmut Wenzel                                    |
| Osmerac                | Istočna Njemačka Bernd Baumgart Gottfried Dohn Werner Klatt Hans Joachim Luck Dieter Wendisch Roland Kostulski Ulrich Karnatz Karl Heins Prudohl Karl Heinz Danielovski | Velika Britanija Richard Lester John Yallop Timothy Crooks Hugh Matheson David Maxwell James Clark Fred Smallbone Leonard Robertson Patrick Sweeney | Novi Zeland Ivan Sutherland Trevor Coker Peter Dignan Lindsay Wilson Athol Earl Dave Rodger Alex Mclean Tony Hurt Simon Dickie |

### Žene
| Disciplina                  | Zlato | Srebro | Bronca |
| Samac                       | Istočna Njemačka Christine Scheiblich | SAD Joan Lind | SSSR Elena Antonova |
| Dvojac na pariće            | Bugarska Svetla Otzetova Zdravka Yordanova | Istočna Njemačka Sabine Jahn Petra Boesler | SSSR Leonora Kaminskaite Genovate Ramoshkene                                                                                   |
| Dvojac bez kormilarke       | Bugarska Silka Kelbetcheva Stoyanka Grouitcheva | Istočna Njemačka Angelika Noack Sabine Dahne | Zapadna Njemačka Edith Eckbauer Thea Einoeder                                                                                  |
| Četverac skul s kormilarkom | Istočna Njemačka Anke Borchman Jutta Lau Viola Poley Roswietha Zobelt Liane Weigelt                                                                        | SSSR Ana Kondrachina Mira Bryunina Larisa Alexandrova Galina Ermolaeva Nadezhda Chernysheva                                                      | Rumunjska Ioana Tudoran Maria Misca Felicia Afrasiloaia Elisabe Lazar Elena Giurca                                             |
| Četverac s kormilarkom      | Istočna Njemačka Karin Metze Bianka Shwede Gabriele Lohs Andrea Kurth Sabine Hess                                                                          | Bugarska Ginka Gurova Liliana Vasseva Reni Yordanova Mariika Modeva Kapka Gueorguieva                                                            | SSSR Nadezhda Sevostoyanova Lyudmila Krokhina Galina Mishenina Anna Pasokha Lidiya Krylova                                     |
| Osmerac                     | Istočna Njemačka Viola Goretzki Christiane Knetsch Ilona Richter Brigitte Ahrenholz Monika Kallies Henrietta Ebert Helma Lehmann Irina Muller Marina Wilke | SSSR Lyubov Talalaeva Nadezda Roschina Klavdiya Kozenkova Elena Zubko Olga Kolkova Nelli Tarakanova Nadezhda Rozgon Olga Guzenko Olga Pugovskaya | SAD Jacqueli Zoch Anita Defrantz Carie Graves MArion Greig Anne Warner Peggy McCarthy Carol Brown Gail Ricketson Lynn Silliman |